# Marie-Pier Préfontaine
Marie-Pier Préfontaine (* 18. Oktober 1988 in Sainte-Agathe-des-Monts, Québec) ist eine ehemalige kanadische Skirennläuferin. Ihre stärkste Disziplin war der Riesenslalom. Von Dezember 2006 bis zum Ende der Saison 2015/16 startete sie im Weltcup.

## Biografie
Préfontaine bestritt ihre ersten FIS-Rennen im Dezember 2003 und im Januar 2004 nahm sie erstmals an Wettbewerben im Nor-Am Cup teil. Ein Jahr später gelang ihr mit Platz neun im Riesenslalom von Mont Sainte-Anne der erste Top-10-Platz im Nor-Am Cup. Bei den Juniorenweltmeisterschaften 2005 in Bardonecchia war ihr bestes Resultat der 26. Platz im Slalom.
In der Saison 2005/06 fuhr Préfontaine im Nor-Am Cup beständig unter die schnellsten zehn und erreichte am 3. Januar mit Platz zwei im Riesenslalom von Mont Sainte-Anne den ersten Podestplatz. Damit wurde sie Fünfte in der Super-G-Wertung, Sechste in der Riesenslalomwertung und Neunte im Gesamtklassement. Bei den Juniorenweltmeisterschaften 2006 in ihrer Heimat Québec wurde sie jeweils 27. in der Abfahrt und im Riesenslalom sowie 32. im Super-G und im Slalom.
Ende Dezember 2006 nahm sie im Slalom und im Riesenslalom von Semmering erstmals an Weltcuprennen teil, kam aber in keinem dieser Wettbewerbe in den zweiten Durchgang. In der Saison 2006/07 des Nor-Am Cups gelang ihr mit Platz drei im Super-G von Panorama der zweite Podestplatz und mit weiteren vier Top-10-Plätzen kam sie sowohl in der Super-G- als auch in der Riesenslalomwertung unter die besten zehn, obwohl sie wegen einer Knieverletzung die Saison bereits Ende Januar vorzeitig beenden musste.
Ihr erstes Rennen nach der Verletzungspause war der Weltcup-Riesenslalom in Panorama am 27. November 2007, bei dem sie allerdings ebenso wie in ihren beiden anderen Weltcuprennen dieses Winters kein Ergebnis ins Ziel brachte. Besser erging es ihr im Nor-Am Cup, wo sie am 3. Jänner 2008 im Riesenslalom von Mont Sainte-Anne ihren ersten Sieg feiern konnte und tags darauf im zweiten Riesenslalom auf Platz drei fuhr. Damit erreichte sie in der Saison 2007/08 den dritten Platz im Riesenslalomklassement. Am 11. Februar wurde sie hinter Larisa Yurkiw Kanadische Vizemeisterin im Super-G und zwei Wochen später erreichte sie bei den Juniorenweltmeisterschaften 2008 in Formigal den neunten Platz im Riesenslalom.
In der Nor-Am Cup Saison 2008/09 gelang Préfontaine ein zweiter Platz im Riesenslalom von Georgian Peaks und drei weitere Top-10-Resultate, in der Gesamtwertung kam sie aber in keiner Disziplin unter die besten zehn. Bei ihren drei Weltcupstarts in diesem Winter konnte sie sich wieder in keinem Rennen für den zweiten Durchgang qualifizieren. Im Februar 2009 nahm sie an den Weltmeisterschaften in Val-d’Isère teil und belegte den 35. Platz im Riesenslalom. Am 28. November 2009 gewann Préfontaine mit Rang 25 im Riesenslalom von Aspen ihre ersten Weltcuppunkte und wenige Tage später gelangen ihr am selben Ort zwei weitere Siege im Nor-Am Cup. Bei den Olympischen Winterspielen 2010 in Vancouver fuhr sie auf Rang 29 im Riesenslalom.
Ihr bisher bestes Weltcupergebnis erzielte die Kanadierin am 6. Februar 2011 mit Platz 9 im Riesenslalom von Zwiesel. Kurz darauf erzielte sie bei den Weltmeisterschaften 2011 in Garmisch-Partenkirchen zwei 24. Plätze im Riesenslalom und im Super-G. Im Nor-Am Cup sicherte sie sich in der Saison 2010/11 mit fünf Siegen und einem zweiten Platz den Gewinn der Riesenslalomwertung. In der Saison 2011/12 erreichte Préfontaine mit wiederum fünf Siegen jeweils Platz zwei in der Riesenslalom- und der Super-Kombinations-Wertung und wie im Vorjahr den sechsten Gesamtrang im Nor-Am Cup.
Zwei Saisons lang konnte Préfontaine kaum nennenswerte Ergebnisse erzielen. Zu Beginn der Saison 2014/15 gelang ihr eine markante Steigerung. Am 28. Dezember 2014 fuhr sie im Riesenslalom von Kühtai auf den 6. Platz, gleichbedeutend mit ihrem besten Weltcupergebnis. Ihr letztes Weltcuprennen bestritt die Kanadierin am 28. Februar 2016 bei der Super-Kombination in Soldeu. Im Mai 2016 gab Prefontaine ihren Rücktritt bekannt.

## Erfolge

### Olympische Spiele
- Vancouver 2010: 29. Riesenslalom
- Sotschi 2014: 20. Super-G

### Weltmeisterschaften
- Val-d’Isère 2009: 35. Riesenslalom
- Garmisch-Partenkirchen 2011: 24. Super-G, 24. Riesenslalom
- Schladming 2013: 28. Super-G, 28. Riesenslalom
- Vail/Beaver Creek 2015: 2. Mannschaftswettbewerb

### Weltcup
- 4 Platzierungen unter den besten zehn

### Nor-Am Cup
- Saison 2005/06: 9. Gesamtwertung, 5. Super-G-Wertung, 6. Riesenslalomwertung
- Saison 2006/07: 7. Super-G-Wertung, 9. Riesenslalomwertung
- Saison 2007/08: 3. Riesenslalomwertung
- Saison 2009/10: 2. Riesenslalomwertung
- Saison 2010/11: 6. Gesamtwertung, 1. Riesenslalomwertung
- Saison 2011/12: 6. Gesamtwertung, 2. Riesenslalomwertung, 2. Super-Kombinationswertung, 6. Super-G-Wertung
- Saison 2012/13: 4. Super-Kombinationswertung
- Saison 2013/14: 6. Super-G-Wertung, 8. Super-Kombinationswertung
- 27 Podestplätze, davon 15 Siege:

| Datum             | Ort              | Land   | Disziplin         |
| ----------------- | ---------------- | ------ | ----------------- |
| 3. Januar 2008    | Mont Sainte-Anne | Kanada | Riesenslalom      |
| 30. November 2009 | Aspen            | USA    | Riesenslalom      |
| 1. Dezember 2009  | Aspen            | USA    | Riesenslalom      |
| 2. Dezember 2010  | Aspen            | USA    | Riesenslalom      |
| 3. Januar 2011    | Sunday River     | USA    | Riesenslalom      |
| 4. Januar 2011    | Sunday River     | USA    | Riesenslalom      |
| 17. März 2011     | Whistler         | Kanada | Riesenslalom      |
| 18. März 2011     | Whistler         | Kanada | Riesenslalom      |
| 30. November 2011 | Aspen            | USA    | Riesenslalom      |
| 1. Dezember 2011  | Aspen            | USA    | Riesenslalom      |
| 11. Dezember 2011 | Panorama         | Kanada | Super-Kombination |
| 12. Dezember 2011 | Panorama         | Kanada | Super-G           |
| 13. März 2012     | Mont Garceau     | Kanada | Riesenslalom      |
| 17. März 2013     | Squaw Valley     | USA    | Riesenslalom      |
| 7. Dezember 2013  | Copper Mountain  | USA    | Super-G           |

### Juniorenweltmeisterschaften
- Bardonecchia 2005: 26. Slalom, 30. Riesenslalom, 43. Abfahrt, 50. Super-G
- Québec 2006: 11. Kombination, 27. Abfahrt, 27. Riesenslalom, 32. Super-G, 32. Slalom
- Formigal 2008: 9. Riesenslalom, 22. Super-G

### Weitere Erfolge
- 1 kanadischer Meistertitel (Riesenslalom 2015)
- 1 Sieg im Australia New Zealand Cup
- 10 Siege in FIS-Rennen